# Hugo Carvalho
Hugo Miguel Costa Carvalho (17 de agosto de 1987) é um deputado e político português. Ele é deputado à Assembleia da República na XIV legislatura pelo Partido Socialista. Tem um mestrado em Engenharia Civil.